# Stromulus

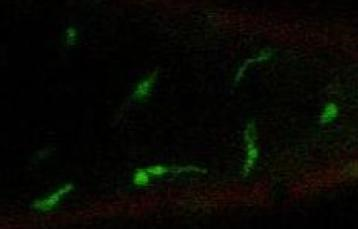
Fluoreszenzmikroskopische Aufnahme einer Zwiebelepidermis-Zelle, die mit GFP transformiert wurde, welches über ein entsprechendes Transitpeptid in die Plastiden eingebracht wurde. Mehrere Stromuli sind gut zu erkennen

Stromuli (Einzahl Stromulus, von engl. stromule, kurz für stroma filled tubules – Stroma-gefüllte Schläuchchen) sind schlauchartige Ausstülpungen der Plastiden in pflanzlichen Zellen. Sie sind von beiden Membranen des Plastiden umgeben und enthalten Stroma, inklusive typischer Stromaproteine wie der Rubisco, aber keine Thylakoiden. Stromuli verbinden häufig verschiedene Plastiden untereinander oder erstrecken sich zu anderen Organellen wie Mitochondrien, dem Zellkern oder zur Plasmamembran. Es wird daher vermutet, dass die Stromuli an der Kommunikation oder an Stoffaustauschen innerhalb der Zelle beteiligt sein könnten. Zwischen verschiedenen Plastiden können über Stromuli nachweislich Proteine ausgetauscht werden.
Stromuli sind hochdynamische Strukturen, die sich innerhalb kurzer Zeiträume bilden, verformen, verzweigen oder auch zu Vesikeln zerfallen können. Dabei haben Stromuli wahrscheinlich Kontakt über Myosine zum Aktin-Zytoskelett, was ihre Beweglichkeit und Orientierung ermöglicht.